# Cladocarpus hirsutus
Cladocarpus hirsutus är en nässeldjursart som först beskrevs av Fewkes 1881.  Cladocarpus hirsutus ingår i släktet Cladocarpus och familjen Aglaopheniidae. Inga underarter finns listade i Catalogue of Life.